# Hannes Kügerl
Hannes Kügerl (soms ook: Kuegerl) (Limberg bei Wies, 25 juni 1906 – Bad Gleichenberg, 25 juni 1990) was een Oostenrijks componist, violist en klarinettist.

## Levensloop
Kügerl kreeg zijn eerste muziekles bij Hans Krempl in Bad Schwanberg. Omdat hij zowel de viool als de klarinet bespeelde werkte hij in verschillende ensembles mee, onder anderen in het Schwanberger Salonorchester. Hij studeerde van 1923 tot 1929 viool bij Artur Michl, muziektheorie, harmonie en contrapunt bij Rudolf von Weis-Ostborn, klarinet bij Gustav Steps, piano bij Robert Künzel en Max Slevogt, compositie bij Roderich Mojsisovics von Mojsvár aan de Universität für Musik und darstellende Kunst in Graz. 
Na het behalen van zijn diploma's werd hij in 1929 violist en was concertmeester van het Philharmonisches Orchester Graz en bleef in deze functie tot 1971, toen hij met pensioen ging. Vanaf 1930 werkte hij ook als componist. Zijn werken schreef hij meestal in de traditie van de late romantiek van de beginnende 20e eeuw, maar hebben een aantal van zijn werken neoklassieke tintjes en een voorliefde voor vertroebeling van de tonaliteit.
Sinds 1932 was hij gehuwd met de schrijfster Berta Macher.
Zowel in 1947 als 1949 werd hij onderscheiden met de Joseph Marx-prijs van de Oostenrijkse deelstaat Stiermarken. In 1962 werd hij door de Oostenrijkse Bondspresident tot professor benoemd. Hij was erelid van de Steirische Tonkünstlerbund.

## Composities

### Werken voor orkest

#### Symfonieën
- 1947 Symfonie nr. 1
- 1961 Symfonie nr. 2
- 1975 Symfonie nr. 3

#### Concerten voor instrumenten en orkest
- 1934 Concert, voor cello en orkest
- 1961 Concert, voor fagot en orkest
- 1965 Concert, voor dwarsfluit en strijkorkest

#### Andere werken voor orkest
- 1933 Träume am Abend, symfonisch gedicht
- 1935 Sommerwalzer, symfonische wals
- 1938 Symphonischer Konzertwalzer
- 1938 Die Brunnennymphe, voor viool solo en orkest
- 1938 Liebeslied, voor viool solo en orkest
- 1939 Rhapsodie, voor saxofoon en orkest
- 1940 Serenade und Tarantella, voor klarinet en orkest
- 1940 Liebeswalzer
- 1940 Vorspiel, voor orkest
- 1940 Pastorale
- 1941 Heldische Suite (Traum und Schicksal)
- 1942 Tanzcappriccio
- 1943 Abschiedswalzer
- 1948 Traum der Diana, ouverture
- 1949 Konzertouvertüre
- 1949 Komödianten, ouverture
- 1951 Lustspielouvertüre
- 1952 Melancholie, Canzone con anima
- 1954 Fahrt in den Sommer, suite
- 1955 Austria-Express, symfonisch tafereel
- 1956 Adagio und kleiner Marsch
- 1958 Weltraumrakete
- 1958 Frohnleitner Tänze, voor strijkorkest
- 1959 Das Lied von San Marino, voor kamerorkest
- 1959 Apachentanz, voor kamerorkest
- 1959 Chanson, voor viool solo, strijkorkest en harp
- 1960 Der Fenstergucker, ouverture
- 1962 Der Zauberer - Musikalische Groteske, voor kamerorkest
- 1966 Poem, voor viool solo en klein orkest
- 1962 Windräder, voor kamerorkest
- 1967 Virtuose Rhythmen, voor kamerorkest
- 1971 Apollo XI, Die ersten Menschen auf dem Mond, voor orkest
- 1972 Exponate '70
- 1975 Kontraste, Sinfonietta
- 1977 Der Urknall, symfonische muziek
- 1981 Emotionen, voor groot orkest

### Werken voor harmonieorkest of koperensemble
- 1959 Frohnleitner Festfanfare, voor harmonieorkest
- 1977 Flavia solva, feestelijke ouverture
- 1977 Festlicher Marsch
- 1978 Concert, voor tuba en harmonieorkest
- 1978 Concert, voor trompet en harmonieorkest
- 1978 Kurt Jungwirth-Marsch
- 1978 Kontraste II, voor 6 trompetten, 4 hoorns, 3 trombonen, 1 tuba, pauken en slagwerk
- 1980 Concert, voor trompet, trombone en koperensemble
- 1980 Concert, voor twee trompetten, koperensemble en slagwerk
- 1983 Steirische Festfanfare
- 1983 Der Schwan auf dem Berg, ouverture
- 1986 Concert, voor altsaxofoon en harmonieorkest (en mannenkoor ad libitum)
- Pantherfanfare, voor harmonieorkest

### Vocale muziek

#### Werken voor koor
- 1972 Mutationen, voor gemengd koor en kamerorkest
- 1978 Die Wendeltreppe, voor gemengd koor - tekst: Berthe Kuegerl
- 1978 Das Ballspiel, voor gemengd koor - tekst: Berthe Kuegerl

#### Liederen
- 1939 5 Lieder, voor sopraan en orkest
  1. Träume - tekst: Berthe Kuegerl
  2. Was du mir bist - tekst: Heinrich Anacker
  3. Gesang vom Weibe - tekst: Josef Weinheber
  4. Lied des Schiffermädels - tekst: Otto Julius Bierbaum
  5. Mädchenlied - tekst: Otto Julius Bierbaum
- 1946 3 Lieder, voor sopraan en orkest - tekst: Berthe Kuegerl
  1. Zyklame
  2. Auf eine sich öffnende Blume
  3. Es geschah der Herbst
- 1965 Bilder aus Hellas, voor bariton en kamerorkest - tekst: Berthe Kuegerl
  1. Dyonisostheater
  2. Begegnung
  3. Klosterhof
  4. Der Wagenlenker
- 1976 Fünf Lieder, voor bariton en kamerorkest - tekst: Berthe Kuegerl
  1. Kircheninneres in Kroatien
  2. Hiroshima
  3. Der Kran
  4. Die Krabben
  5. Aus einer Schüssel voll Schaum

### Kamermuziek
- 1943 Die Brunnennymphe, voor viool en piano
- 1947 Liebeslied, concertstuk voor viool en piano
- 1960 Harpkwintet nr. 1, voor harp, dwarsfluit, viool, altviool en cello
- 1961 Virtuose Musik, voor dwarsfluit en piano
- 1961 Suite im alten Stil, voor harp, dwarsfluit, viool, altviool en cello
- 1962 Harpkwintet nr. 2, voor harp, dwarsfluit, viool, altviool en cello
- 1962 Suite im alten Stil, voor strijkkwintet en harp
- 1962 Intrade, Rondo-Finale, voor harp, dwarsfluit, viool, altviool en cello
- 1963 Sonate, voor viool en piano
- 1964 Rokoko-Suite, voor harp, dwarsfluit, viool, altviool en cello
- 1964 Serenade, voor blaaskwintet
- 1965 Kwintet - Variaties over "Ich hatt einen Kameraden", voor 2 bugels, bariton, tuba en slagwerk
- 1965 Blaaskwintet
- 1971 Barock-Suite, voor harp, dwarsfluit, viool, altviool en cello
- 1973 Strijkkwartet
- 1973 Schloßmusik, voor 2 trompetten, hoorn, bariton, tuba en slagwerk
- 1976 Andrepeta, voor 3 trompetten en 2 trombones
- 1979 Stenogramme, voor viool, cello en piano
- 1980 Blaaskwintet - in memoriam Peter-Michael Suppan
- 1984 Die Vögel, voor blaaskwintet